# Pougny (Nièvre)
Pougny ist eine französische Gemeinde mit 473 Einwohnern (Stand: 1. Januar 2022) im Département Nièvre in der Region Bourgogne-Franche-Comté. Die Gemeinde gehört zum Arrondissement Cosne-Cours-sur-Loire und zum Kanton Cosne-Cours-sur-Loire (bis 2015: Kanton Cosne-Cours-sur-Loire-Sud). Die Bewohner werden Pougnyssois und Pougnyssoises genannt.

## Lage
Pougny liegt etwa sieben Kilometer ostsüdöstlich vom Stadtzentrum von Cosne-Cours-sur-Loire. Umgeben wird Pougny von den Nachbargemeinden Saint-Loup-des-Bois im Norden, Alligny-Cosne im Nordosten, Donzy im Osten, Saint-Martin-sur-Nohain im Süden sowie Saint-Père im Westen und Nordwesten.

## Weblinks

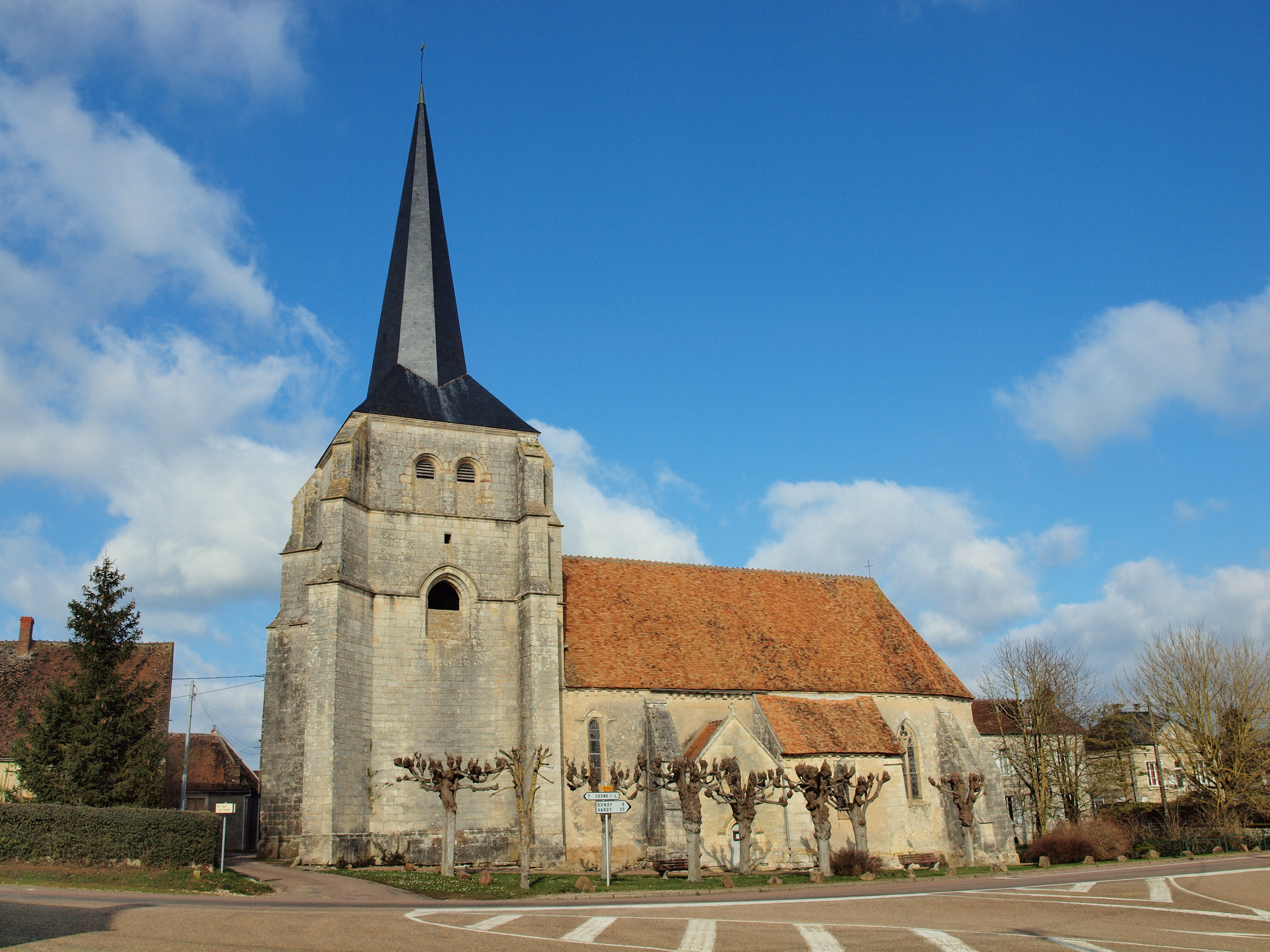
Kirche Saint-Vincent

## Bevölkerungsentwicklung
| Jahr                       | 1962 | 1968 | 1975 | 1982 | 1990 | 1999 | 2006 | 2013 | 2020 |
| -------------------------- | ---- | ---- | ---- | ---- | ---- | ---- | ---- | ---- | ---- |
| Einwohner                  | 483  | 438  | 388  | 354  | 402  | 398  | 449  | 483  | 469  |
| Quellen: Cassini und INSEE |      |      |      |      |      |      |      |      |      |

## Sehenswürdigkeiten
- Kirche Saint-Vincent